# بیت شعریم
بیت شِعَریم (عبری: בֵּית שְׁעָרִים)٬ بمعنی خانه دروازه‌ها سایت باستانشناختی یهودی در شمال کشور اسرائیل است و شهر مردگان را در خود جای داده. این شهر مردگان خود بخشی از بوستان ملی بیت شعاریم در شمال شرق است. محل آن در بیست کیلومتری شرق شهر حیفا و در جنوب جلیلیه قرار داشته و اداره و کنترل آن بر عهده سازمان باغات و مناطق طبیعی اسرائیل است.
در سال ۲۰۱۵ میلادی و پس از سیزده سال انتظار به عنوان میراث جهانی یونسکو ثبت گردید.
در سال ۲۰۰۹ میلادی دو غار دیگر برای بازدید عموم در اخیار گردشگران قرار گرفت.

## تاریخچه
شهر دربرگیرنده بیت شعاریم در پایان سده نخست د.م و در طول پادشاهی هیرود بزرگ برپا شد و تا هنگامیکه در آتش‌سوزی سال ۳۵۲ در شورش یهودیان علیه گالوس نابود شد، از شهرهای مرفه یهودی بود.
اما پس از مدتی دوباره در دوران بیزانس یا امپراتوری روم شرقی بازسازی شد.
با ورود اعراب به این محدوده در قرن هفتم این شهر شاهد زدو خوردهای پراکنده بسیاری شد تا سرانجام با تشکیل روستایی عرب‌نشین توسط قبیله شیخ بورِیق این درگیری‌ها پایان یافت.
پس‌از ویرانی معبد دوم اورشلیم در سده۷۰ د.م، دادگاه عالی قانون‌گذاری یهود، سنهدرین، به بیت شعاریم نقل مکان نمود.
پیشتر بالاترین درخواست تدفین آرامگاهی مورد نظریهودیان، کوه زیتون در اورشلیم قرار داشت اما در سال ۱۳۵ د.م و هنگامی‌که یهودیان از دسترسی به این منطقه محروم شدند، بیت شعاریم را به عنوان یک جایگزین مناسب در نظر گرفتند.

## آرامگاه یهودیان

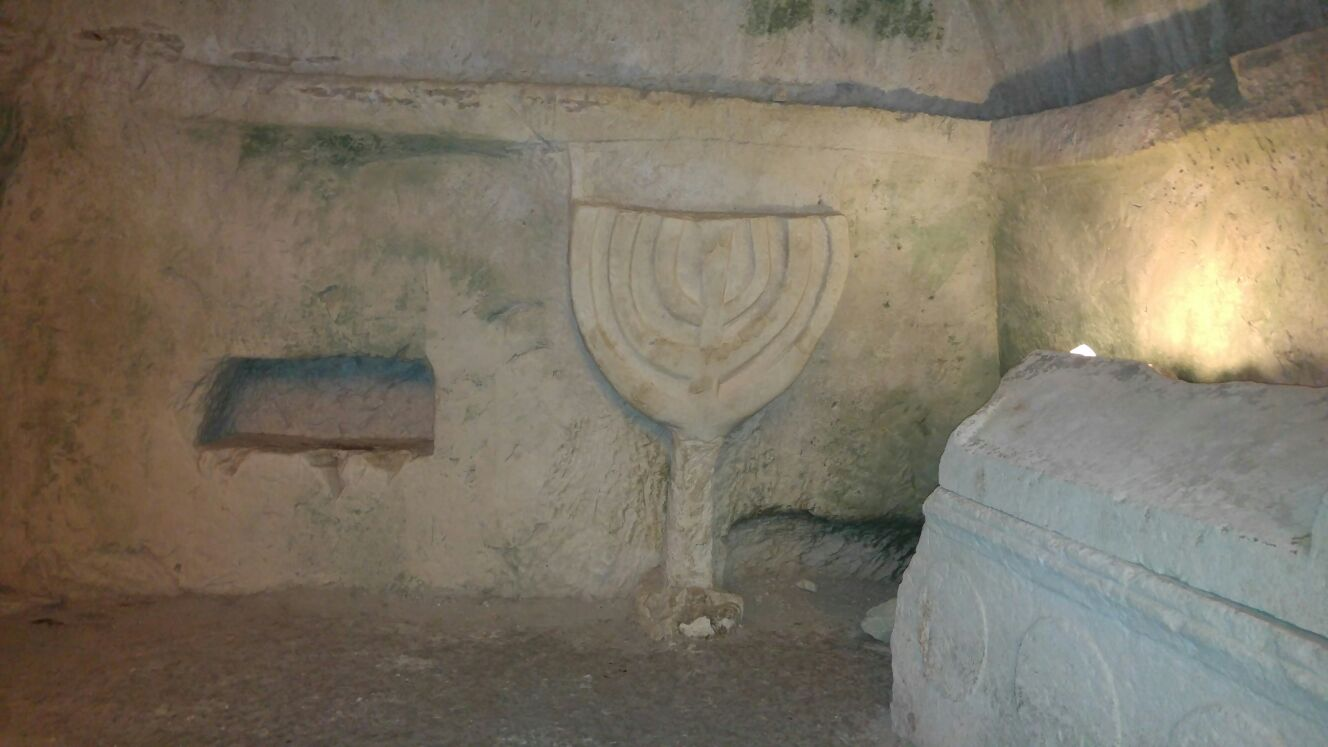
یکی از نقش برجسته های درون بیت شعریم با طرحی از منوره

بسیاری از بقایای گورستان به سده دوم تا چهارم بازمیگردد و تعداد زیادی از این افراد در بیش از بیست گوردخمه به خاک سپرده شده‌اند. منابع جغرافیایی موجود در کتیبه‌های بجای مانده روی دیوارهای دخمه‌ها نشان می‌دهد که این آرامگاه اصلی یهودیان ساکن در شهر بیت شعریم بوده و البته از شهرهای دوردست همچون پالمیرا و صور نیز مردگان خود را به این گورستان می‌آورده‌اند.